# 飯塚将光
飯塚 将光（いいづか まさみつ、1950年（昭和25年）2月7日 - 2014年（平成26年）10月11日）は、日本の元オートレース選手。栃木県生まれ。9期、船橋オートレース場所属。

## 選手データ
- 戦歴
  - 通算勝利数:1382勝
  - 通算優勝回数:142回（史上第3位）
  - グレードレース（SG,GI,GII）優勝回数:45回（片平巧とともに史上第3位タイ）
  - 全国区レース優勝回数:10回（SG9回・全日本選抜オートレース1回）
  - SG優勝回数:9回
  - GI優勝回数:28回
  - GII優勝回数:8回
  - 賞金王:9回（77〜78、82〜87、89の各年。史上最多）
  - 年間最多優勝選手:7回
  - 年間最多勝利選手:1回
  - 通算勝利数:1382勝

- 受賞歴
  - 最優秀選手賞:4回（77・82・84・85年）
  - 特別賞:7回（高橋貢とともに史上最多タイ）

## 生い立ち
栃木県佐野市生まれ。飯塚が小学生の頃、実家は大井オートレース場の近くで自転車店を営でいた。近所に大井オートの選手が住んでいて、オートレースの話を聞いたり、オートレース選手に憧れていた。商売柄、自転車やバイクに幼少期から触れており、父親の運転するバイクの後ろに乗り仕入れへ出掛けたり、河原で運転させてもらったりしたという。14歳の時、船橋オートレース場で初めてダートレースを見て衝撃を受け、その場で選手になることを決意する。1970年財団法人日本小型自動車振興会第9期選手候補生合格。1971年船橋オートレース場にてデビュー。
※ 前述の栃木県佐野市は飯塚の父親の故郷。飯塚の出生地ではないが父親の故郷への思い入れが強く、晩年まで栃木県佐野市出身をプロフィールに使用していると本人が語っている。

## ミスター・オート
飯塚将光は「ミスター・オート」と讃えられた。オートの神様広瀬登喜夫とともに、オートレースを語る上で避けることの出来ない人物である。
飯塚はトライアンフ（以下"トラ"と表記）がオートレースで席巻していた時代に最も強い選手として君臨した。トラは整備が大変複雑で、乗りこなすのもまた難しいというエンジンだった。実際、同期の篠崎実（9期、川口オートレース場所属）はトラには適応出来ず、メグロ二気筒へ乗り換えた。当時徒弟制だったオートレースで規定の乗車年月を超えても師匠の許しが出ないと大排気量のエンジンへ乗り換えは叶わなかったが、飯塚は3級車3年→2級車1年→1級車単気筒1年と最短ペースでトラに乗り替わったのである。そして、まるでトラの細かい癖までも熟知しているかのような整備と、それまで誰も試みなかったトラによる「外角走法」で、飯塚は船橋はおろか、全国でも最強と言われる程の選手へと進化したのである。
飯塚のトラ時代の競走車呼名としては、「ホージョウ」が代表的であった。この「ホージョウ」という呼名は、元は飯塚の師匠であった須之内哲也（2期。元船橋オートレース場所属）選手が「ホウジョウ」という呼名で使用していたもので、落車事故により半身不随の重傷を負い引退を余儀なくされた師匠からその「ホウジョウ」号を譲り受けたのがそもそもの始まりである。それ以前は「ガーファンクル」や「キャロル」という車名があったが、飯塚自身はこの北条早雲に代表される北条氏の「北条」に由来した「ホージョウ」という名を好み（当初は北条氏のこととは知らなかった）、「ベルホージョウ」や「ホージョウ25」というふうにアレンジを加えて使用していた。

## フジ～セア時代のミスター
英国トライアンフ社の倒産、1983年の工場閉鎖により、1980年代後半トライアンフの部品はイギリスまで出向かないといけない程入手困難となった。そして、その間隙を縫ってデビューしたのがフジ二気筒である。飯塚は誰よりも早くこのフジニ気筒を導入する。トラへのこだわりが全く無かった訳ではないが、後の「フジでなければ勝てない」という状況に対応する為、苦渋の選択でもあったとも言える。
フジへ乗り替えた飯塚は、当時の特別競走（現在のSG競走）の三大タイトルを全て制覇するなど、トラ時代程ではないが、素晴らしい活躍を見せる。1993年エンジンがセアへ統一されてからは一度もSGを優勝していない。セアは若手選手でも順応しやすいエンジンで、オートレースで勝つための要素が次第に「強さ」から「速さ」へ移行してく過渡期でもあった。この高速化の流れに飲み込まれるかの様に、飯塚の強靭な走りは影を潜めてしまう。セア乗り換え後は往年の絶対的強さには及ばないものの存在感を発揮することは多く、時折往年の強さの片鱗を見せることがあり、第9回G1全国地区対抗では当時圧倒的な強さを誇った片平には敗れたものの準優勝、2006年には第25回オールスターオートレース優出(優勝戦は失格)等の戦績を残した。

## オープンレースでの強さ
オートレースでは、全選手が0メートルハンデ線から発走する競走を「オープンレース」と呼んでいる。全盛期の飯塚はスタートの切り方非常にうまく、得意としていた。全レースがオープン戦で実施される日本選手権オートレースで6回の優勝を記録しているが、これは同一選手による歴代最多優勝記録で今日まで破られていない。

## 川口四天王との戦い
広瀬登喜夫、阿部光雄、且元滋紀、篠崎実の川口オートレース所属4選手は1970年代終わり頃から絶対的な強さから「川口四天王」と呼ばれていた。飯塚は当時一時事実上の引退を強いられていた広瀬を除く3選手と特別レースや記念レースで常に覇権を争った。
飯塚がSGを次々に制覇する1977年～1992年の間に、阿部・且元・篠崎はそれぞれ2度ずつSGを優勝している。一見少ないように思われるが、当時特別競走の絶対数の少なさを考慮すると、阿部・且元・篠崎の優勝回数は飯塚に匹敵するものであり、当時の飯塚にとって最も大きな障壁は、間違いなくこの3人だったとも言える。
飯塚は、川口オート開催のGI競走を生涯優勝出来なかった（川口開催のSG及びGIIはそれぞれ2回優勝経験あり）。この事実はある意味、オートレース界の「七不思議」とも言える。だが、川口四天王を中心とした当時の川口オートレースの選手層の厚さの証明であったとも言える。

## 幻のライバル
「ミスター・オート」飯塚将光をして「雲の上の存在」と言わしめた選手がいる。それが、同期の梅村貴司美（9期、飯塚オートレース場所属）である。
元々9期は精鋭揃いの世代であった。飯塚以外にも且元滋紀や篠崎実、板橋忍（引退、元船橋オートレース場所属）などの俊英がひしめいていた。

その中にあって、梅村は彼らよりも更に頭一つ飛び抜けた選手であった。選手候補生時代に養成所で行われる模擬レースでは、梅村は常に飯塚よりも10mハンデが重く、後年飯塚は梅村を「自分がどんなに努力しても勝てない、雲の上の存在」と評している。
そんな梅村であったが、1971年4月29日に行われたデビュー戦、まさかの落車事故で殉職してしまった。健在であれば飯塚と共に間違いなく一時代を築いていたであろうと言われ、飯塚自身も「彼が生きていたら、自分はこんなにタイトルを獲れなかった」、「生きていれば、間違いなくオートレースの歴史を変える選手になっていた」と述懐している。

## 引退
2013年5月27日、船橋オートレース場で行われた京成杯が飯塚のラストランであった。6月7日、JKAに選手引退届を提出。飯塚は「もっと走れる気持ちはあるが、体力の限界を感じたことから引退することを決めた」とコメントを発表した。2013年7月7日にLG（ロッカーグランド）である船橋オートレース場で引退セレモニーが開催された。2014年8月、療養中に船橋オートレース場の廃止を知った飯塚は、無念さを隠し切れず「自分の生まれた1950年が（船橋オートレースの）初開催、21歳で選手になって僕の青春時代、人生のすべてを過ごした場所ですから来年度限りで廃止されるならとても寂しいし残念です」と語った。
2014年10月11日、胃癌のため死去。64歳没。

## グレードレース戦歴

### SG日本選手権オートレース史上最多優勝・史上最長連続優出記録
1977・78・83・86・87・89年の史上最多計6回優勝の実績を破る選手は今なお出現していない。また、1980年の第12回大会から1992年の第24回大会まで、実に13年連続で優勝戦に進出し続けた記録も未だに破られていない。
- SG戦歴
  - SG優勝回数:9回
  - 同一SG優勝回数:6回（島田信廣とともに史上最多タイ、日本選手権）
  - 同一SG連続優出回数:13回（史上最長、日本選手権）
    - 1977年 - 日本選手権オートレース （浜松オートレース場）
    - 1978年 - 日本選手権オートレース （船橋オートレース場）
    - 1983年 - 日本選手権オートレース （浜松オートレース場）
    - 1985年 - オールスターオートレース （飯塚オートレース場）
    - 1986年 - 日本選手権オートレース （船橋オートレース場）
    - 1987年 - 日本選手権オートレース （川口オートレース場）
    - 1989年 - オールスターオートレース （船橋オートレース場）
    - 1989年 - 日本選手権オートレース （浜松オートレース場）
    - 1992年 - 全日本選抜オートレース （川口オートレース場）

- GI戦歴
  - GI優勝回数:28回（高橋貢ともに史上2位タイ）
    - 船橋・黒潮杯争奪戦 7回（史上最多）
    - 船橋・オート発祥記念船橋オート祭　4回
    - 飯塚・ダイヤモンドレース 4回（内、83〜85年の3連覇含む）
    - 伊勢崎・開設記念シルクカップ争奪戦 3回
    - 伊勢崎・春のスピード王決定戦 3回（84〜86年に3連覇）
    - 浜松・開場記念ゴールデンレース 3回
    - 浜松・スピード王決定戦 1回
    - 山陽・全日本選抜オートレース 1回
    - 飯塚・開設記念レース 1回
    - 船橋・新スタンド完成記念レース 1回

- GII戦歴
  - GII優勝回数:8回